# Дебитно известие
Дебитно известие, известно и като дебит нота, е първичен счетоводен документ, с който се увеличава данъчната основа на доставка, за която доставка вече е издадена фактура.
Основание за издаване на дебитно известие възниква, само в случай че трябва да се поправи грешка във вече издадена фактура, с която клиентът погрешно е бил задължен да плати по-ниска стойност за договорената доставка. Обикновено такива случаи възникват при погрешно фактуриране на по-малко от реалното количество стоки или услуги, които клиентът е получил, или при фактуриране на грешни стоки и услуги, или при фактуриране на стоки и услуги на цени, по-ниски от предварително уговорените.
Независимо от причините за издаването на дебитно известие, абсолютно необходимо условие за неговото издаване е наличието на предходно издадена фактура, чиято данъчна основа се увеличава чрез съответното дебитно известие.
Дебитното известие е документ, който притежава всички реквизити на фактурата, като номер, дата на издаване, издател и получател, стойност, данъчна информация (най-често касаеща размера на данъка, който трябва да бъде доплатен от купувача, ако той е платил такъв за доставената стока или услуга) и т.н. Това, което отличава дебитното известие от обикновената търговска фактура, е че дебитното известие задължително посочва номера и датата на търговската фактура, чиято данъчна основа то увеличава, и основанието за неговото издаване.
Търговецът, който издава дебитно известие, трябва да осчетоводи дебитното известие като увеличи месечния си резултат със стойността на дебитното известие, което е издал, т.е. издателят на дебитното известие го осчетоводява с положителен знак плюс (+). Получателят на дебитното известие от своя страна трябва да осчетоводи дебитното известие, като намали месечния си резултат с неговата стойност, т.е. получателят осчетоводява дебитното известие с отрицателен знак минус (-). И в двата случая дебитните известия се осчетоводяват в данъчния период, в който са издадени.